# Phaedra (album)
Pour les articles homonymes, voir Phaedra.
Albums de Tangerine Dream
Atem
(1973) Rubycon
(1975)
Phaedra est le cinquième album du groupe Tangerine Dream, leur premier sous le label Virgin. Il a été enregistré en novembre 1973 au Manoir de Shipton-on-Cherwell en Angleterre et publié le 20 février 1974.
Il s'agit du premier album de Tangerine Dream à intégrer un séquenceur, et il marque ainsi l'affirmation du groupe et de l'école de Berlin (Berliner Schule).

## Titres
| 1.    | Phaedra                                          | Franke, Froese, Baumann | 17:39 |
| 2.    | Mysterious Semblance at the Strand of Nightmares | Froese                  | 9:55  |
| 3.    | Movements of a Visionary                         | Franke, Froese, Baumann | 7:57  |
| 4.    | Sequent C'                                       | Baumann                 | 2:13  |
| 37:34 |                                                  |                         |       |

À la fin de Phaedra, ou au début de Mysterious Semblance at the Strand of Nightmares suivant les versions, on entend en bruit de fond des cris d'enfants à la piscine, puis dans la cour de récréation d'une école.

## Artistes
- Edgar Froese : mellotron, guitare, basse, synthétiseur VCS3, orgue.
- Christopher Franke : synthétiseur Moog, synthétiseur VCS3
- Peter Baumann : orgue, piano électrique, synthétiseur VCS3, flûte à bec.